# Lubricogobius exiguus
Lubricogobius exiguus är en fiskart som beskrevs av Tanaka, 1915. Lubricogobius exiguus ingår i släktet Lubricogobius och familjen smörbultsfiskar. Inga underarter finns listade i Catalogue of Life.